# SGI Onyx2
 (novembre 2023).
Si vous disposez d'ouvrages ou d'articles de référence ou si vous connaissez des sites web de qualité traitant du thème abordé ici, merci de compléter l'article en donnant les références utiles à sa vérifiabilité et en les liant à la section « Notes et références ».
La SGI Onyx2 est un ordinateur conçu par Silicon Graphics en 1996 pour l'infographie scientifique et succédant à la SGI Onyx. Elle fait partie de la gamme des machines Origin 2000 de la société Silicon Graphics. En 2000, elle est remplacée par la SGI Onyx 3000 et sa fabrication est arrêtée le 27 juin 2003.

## Historique
Apparue en 1998, elle possédait à l'origine des processeurs Mips R10000. Par la suite, il fut possible de mettre à jour les configurations pour utiliser des processeurs R12000. De même, les cartes graphiques ont eu plusieurs versions dans le temps. On trouva ainsi des Infinite Reality 2, puis de Infinite reality 3, pour terminer par des Infinite reality 4.

## Technique
La version en rack est constituée au minimum d'un rack contenant :
- un module pour les CPU
- un module pour les extensions graphiques

### Module CPU

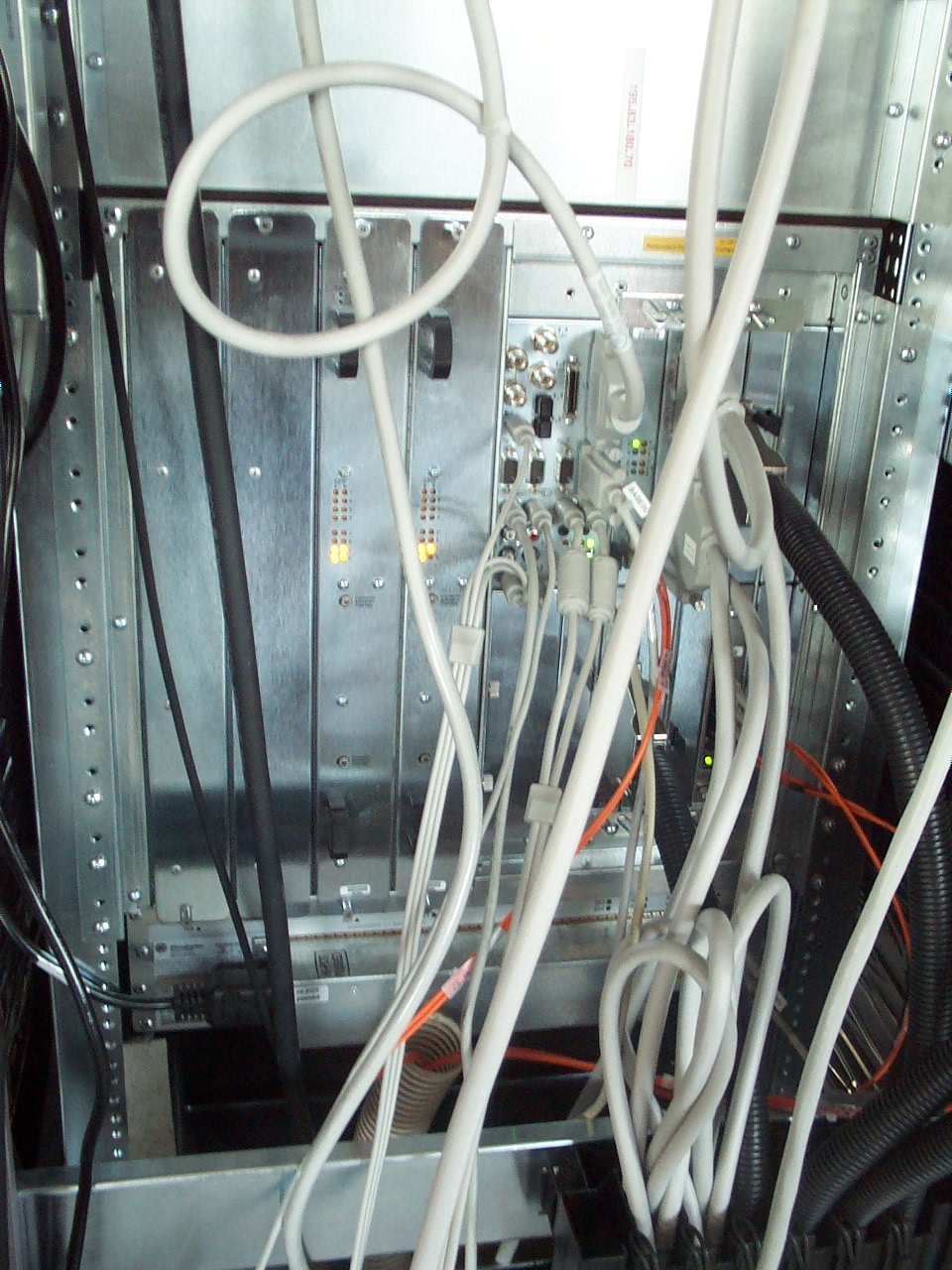
On distingue sur la gauche les deux cartes CPU (4 CPU), et sur la droite les extensions. Les gros câbles noirs sont les liaisons vers les modules graphiques.

Le module CPU occupe la moitié d'un rack (généralement dans la partie basse). Ce module est divisé en deux. D'un côté les cartes CPU, chaque carte contient deux CPU et la mémoire associée. De l'autre côté les slots d'extension :
- ports Ethernet
- sortie son
- sortie graphique de base (console)
- slots pour cartes entrées/sorties (SCSI)
- slots pour cartes Ethernet supplémentaires
- slots pour cartes Fibre Channel
- slots pour liaison avec le(s) module(s) graphique(s)

### Module graphique

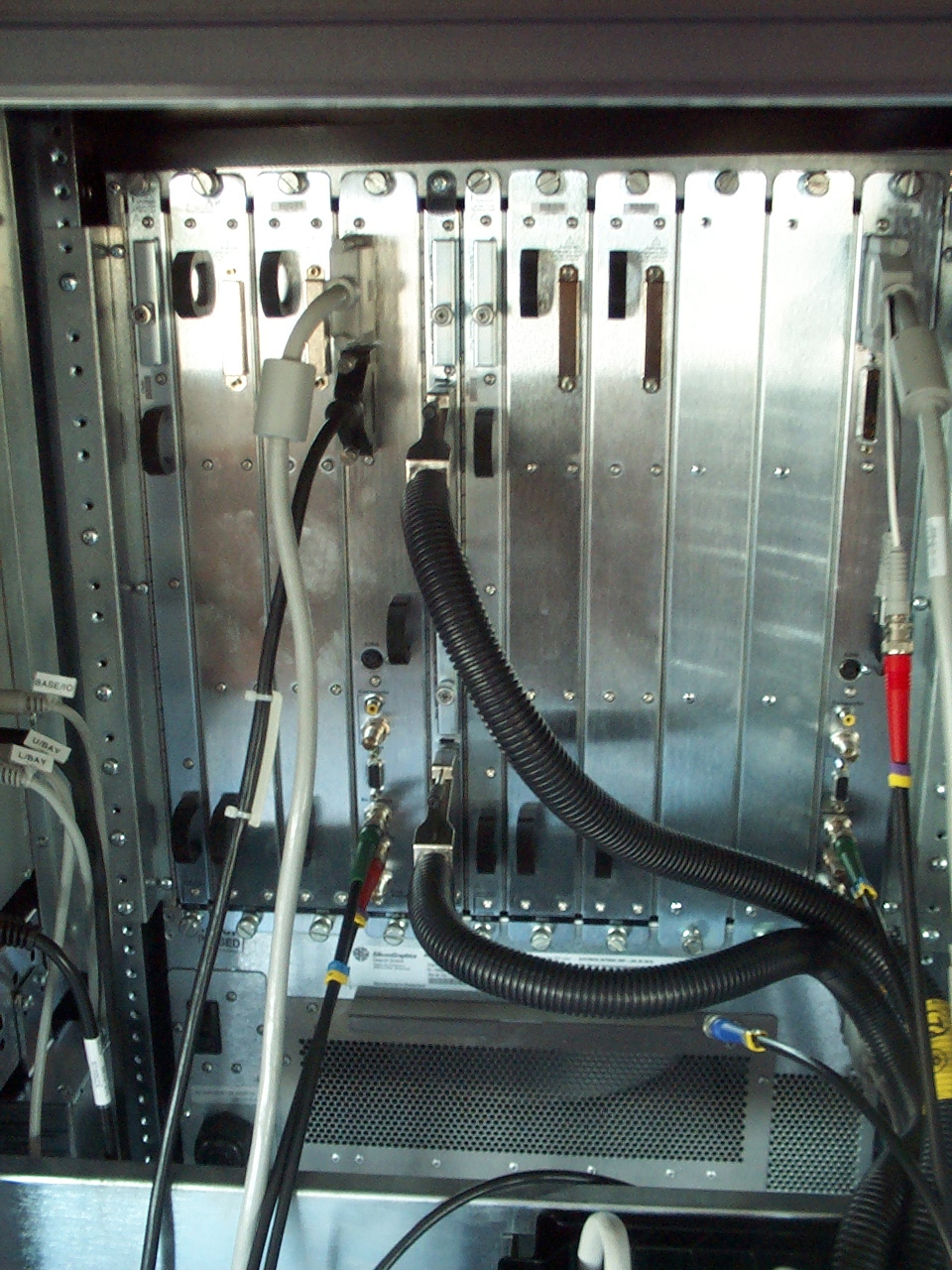
On distingue deux IR3, au centre la carte dans laquelle se connecte les deux câbles noirs qui relient les extensions vers le module CPU. De chaque côté de cette carte se trouve l'extension graphique proprement dite.

Un module graphique occupe une moitié de rack, un module complet contient des extensions graphiques (de technologie IR2, IR3 ou IR4).